# (500003) 2011 QW2
(500003) 2011 QW2 es un asteroide perteneciente al cinturón exterior de asteroides, descubierto el 15 de noviembre de 2006 por el equipo del Mount Lemmon Survey desde el Observatorio del Monte Lemmon, Arizona, Estados Unidos.

## Designación y nombre
Designado provisionalmente como 2011 QW2.

## Características orbitales
2011 QW2 está situado a una distancia media del Sol de 3,216 ua, pudiendo alejarse hasta 3,872 ua y acercarse hasta 2,560 ua. Su excentricidad es 0,203 y la inclinación orbital 8,954 grados. Emplea 2107,45 días en completar una órbita alrededor del Sol.
Los próximos acercamientos a la órbita de Júpiter se producirán el 23 de octubre de 2035, el 27 de enero de 2135 y el 12 de febrero de 2146, entre otros.

## Características físicas
La magnitud absoluta de 2011 QW2 es 16,9.